# MX3000
MX3000 er et togsæt, der benyttes på T-banen i Oslo. Fra 2005 til 2014 er der leveret 115 trevognssæt fra Siemens AG, der nu varetager hele trafikken på T-banen. De kører enkeltvis eller koblet sammen to og to.

## Historie
I løbet af vinteren 2005/2006 afprøvede Oslo T-banedrift nye T-banevogne fra Siemens AG i Østrig, der skulle erstatte hele den eksisterende vognpark. De nye tog havde et nyt udseende og var koblet sammen i trevognssæt. Togene blev bygget med Type V fra Wiener U-Bahn som forbillede. De er lavet, så man kan genindvinde bremseenergi, forudsat at det er andre tog i nærheden, der kan bruge energien. Tanken er at strømforbruget derved potentielt kan reduceres. De første nye tog blev sat i drift i september 2006.
I slutningen af 2010 besluttede Oslos byråd sig for at udnytte den sidste option i aftalen med Siemens til at bestille yderligere 32 MX3000-sæt. Sættene blev leveret fra juni 2012 til december 2013 med fuldførelse 15. februar 2014. Herefter består vognparken af i alt 115 togsæt, der har erstattet alle gamle vogne. Trafikselskabet Ruter har oplyst, at antallet af MX3000 er tilstrækkeligt til både at trafikere Holmenkollbanen og Kolsåsbanen (genåbnet 2014), indføre nyt linjenet på T-banen, fordoble antallet af afgange på Røabanen, betjene Lørenbanen når den åbner (forventet 2016) og fordoble antallet af afgange på Østensjøbanen, når Lørenbanen åbner. Alle tog på alle linjer med undtagelse af Holmenkollbanen kan køres med seksvognssæt.